# Five (プロレス興行)
プロレスリングfive（プロレスリング・ファイブ）は、日本のプロレスプロモーション。「five」は「Fighting Irregular Versus Entertainment」の略。運営はカエー企画。

## 特徴
試合会場に華を添えるfiveガールズとキラポジョによるパフォーマンスが合わさったものとなり、ゼネラルマネージャーのミスターKの指令からストーリーが展開されていく。アドバイザーにプロデューサー、作家、大学教員など多彩な肩書を持つ泉忠司を迎えて試合、映像、アニメーションを融合させるなど既存のプロレスとは一味違った形になっている。

## 歴史
- 2012年2月20日、椿志保が設立[1]。
- 3月11日、東京キネマ倶楽部で旗揚げ戦「Reproduction〜再生〜」を開催。
- 2016年8月11日、北沢タウンホールで最終興行「夏の陣〜終焉〜」を最後に解散。また、椿の引退試合が行われた。

## 主要参戦選手
- 椿志保